# Euthyatira
Euthyatira es un género de polillas de la subfamilia Thyatirinae. Fue descrito por Smith en 1891.

## Especies
- Euthyatira lorata (Grote, 1881)
- Euthyatira pryeri (Butler, 1881)
- Euthyatira pudens (Guenée, 1852)
- Euthyatira semicircularis (Grote, 1881)